# Cumella cumella
Cumella cumella är en kräftdjursart som beskrevs av Jordi Corbera 2000. Cumella cumella ingår i släktet Cumella och familjen Nannastacidae. Inga underarter finns listade i Catalogue of Life.